# محيظ (يريم)

تعديل مصدري - تعديل

محيظ محلة تابعة لقرية الشعوب، التابعة لعزلة ارياب بمديرية يريم إحدى مديريات محافظة إب في الجمهورية اليمنية.، بلغ تعداد سكانها 69 حسب تعداد اليمن لعام 2004.